# Gandeuillot

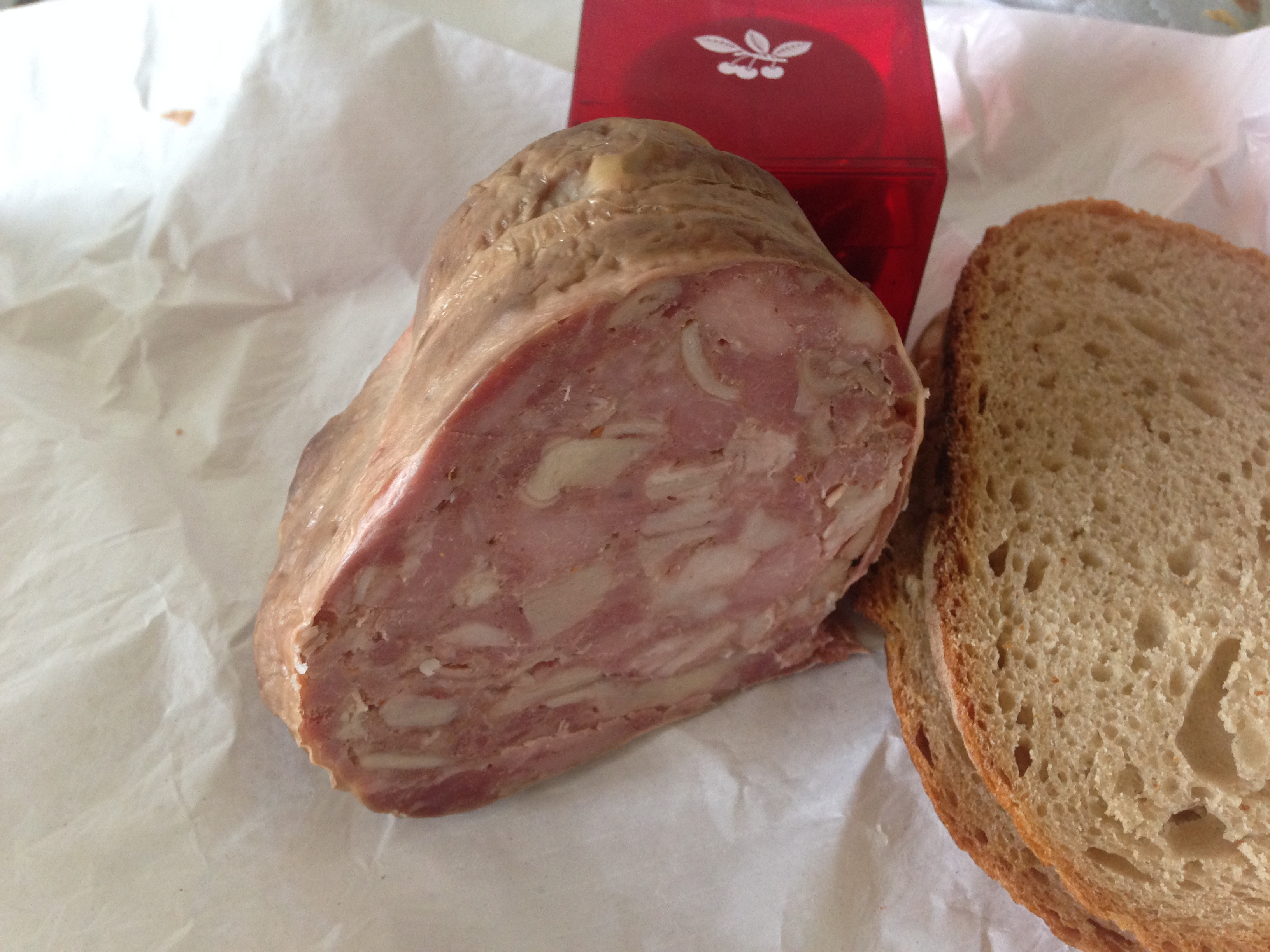
Morceau de gandeuillot. La coupe présente des morceaux grossiers bien visibles de gras et de maigre.

Le gandeuillot ou gandoyau est une spécialité de charcuterie de la région de Fougerolles (Haute-Saône) et Le Val-d'Ajol (Vosges). C'est une grosse saucisse en forme de jésus qui présente l'originalité de mélanger chair de porc (comme les saucisses) et tripes (comme les andouillettes). L'ensemble est poussé dans une panse de porc, cuit et fumé au feu de bois.

## Histoire et présentation
L'étymologie proviendrait d’une part du mot « gant » à cause de la forme particulière du « sachot » (partie du gros intestin du porc) qui ressemble à un gant, et d’autre part du mot patois deuille d'origine médiévale qui désigne la pierre de la fontaine où sont lavés les boyaux et qui se retrouve dans « andouille ».
Base de la préparation, la panse de porc est légèrement cuite à l’eau puis débitée au couteau en fines lanières, puis additionnée de tripes également coupées à la main, le tout étant assaisonné de sel, poivre, anis et laurier et éventuellement baigné au kirsch. Deux autres tiers de viandes (épaule, gorge, poitrine, bajoues...) rejoignent la préparation qui marine un à deux jours avec du vin. La viande est embossée dans le sachot, puis fumée à la sciure de résineux.
Il est à l'origine un mets festif car rare, un seul gandeuillot pouvant être produit par porc et son poids de 2 à 3 kilos le rendant approprié à une grande tablée, notamment le soir de mardi gras.
Chaud ou froid, coupé en tranches pour l'apéritif, le gandeuillot peut accompagner une choucroute, des haricots, une salade de pissenlits ou de pommes de terre. En tranches épaisses, il peut être préparé au barbecue ou légèrement rissolé dans une poêle.
Les vins l'accompagnant le mieux sont les vins rouges ou rosés : Côtes-d'Auvergne Corent rosé, le Menetou-salon rosé, le Beaujolais-villages rosé, le Bourgogne chitry rosé, Coteaux-d'ancenis rosé et, pour les vins proches de la région du gandeuillot, le Pinot-noir d'Alsace rouge ou rosé.

## Folklore
Au Val-d'Ajol, La Docte Insigne et Gourmande Confrérie des Taste-Andouilles et Gandoyaux tient un chapitre chaque année depuis 1965.